# Hypoxestus glaber
Hypoxestus glaber is een hooiwagen uit de familie Assamiidae.